# 水谷章
水谷 章（みずたに あきら、1957年11月3日 - ）は、日本の外交官。ミュンヘン総領事・モザンビーク駐箚特命全権大使等を経て、駐オーストリア兼コソボ特命全権大使。

## 経歴・人物
愛知県出身。1980年（昭和55年）一橋大学法学部を卒業して、外務省（大臣官房）に入省する。ドイツ語研修を受け、1981年（昭和56年）から在ドイツ連邦共和国日本国大使館外交官補となり、ゲオルク・アウグスト大学ゲッティンゲン留学を経て、1983年（昭和58年）在ベルリン総領事館副領事着任。1985年（昭和60年）外務省情報調査局。1987年（昭和62年）外務省国際連合局社会協力課。1990年（平成2年）外務省経済局海洋課。同年在ドイツ日本国大使館一等書記官。1997年（平成9年）外務省総合外交政策局原子力課国際科学協力室長。1998年（平成10年）東宮侍従。2000年（平成12年）外務大臣官房領事移住部邦人保護課長。2002年（平成14年）内閣官房内閣参事官（内閣官房副長官補付）、内閣官房情報セキュリティ対策推進室室員。同年在トルコ日本国大使館参事官。2004年（平成16年）同公使。同年在ドイツ日本国大使館公使。2007年（平成19年）在パキスタン日本国大使館公使。2009年（平成21年）から2011年（平成23年）まで、一橋大学大学院法学研究科教授及び一橋大学国際・公共政策大学院教授。2011年（平成23年）4月から2014年（平成25年）3月まで、ミュンヘン総領事。2014年（平成26年）4月15日から2017年3月（平成29年）まで、モザンビーク駐箚特命全権大使。2017年（平成29年）から2019年（令和元年）10月まで、立命館アジア太平洋大学アジア太平洋学部特別教授（国際関係）。2019年（令和元年）から2022年（令和4年）まで、駐オーストリア兼コソボ特命全権大使。2022年依願免職。2023年富士林商事取締役。

## 同期
- 末松義規（12年内閣府副大臣・96年衆議院議員）
- 石井正文（17年インドネシア大使・13年国際法局長）
- 大村昌弘（17年フィジー大使）
- 川村裕（20年ノルウェー大使・18沖縄大使・14年コートジボワール大使）
- 越川和彦（16年JICA副理事長・14年スペイン大使・12年官房長）
- 鈴鹿光次（16年アフガニスタン大使）
- 鈴木康久（18年ニカラグア大使・16年レオン総領事）
- 山田文比古（08年東京外国語大学教授）
- 片上慶一（17年イタリア大使・16年外務審議官（経済担当））
- 北野充（14年ウィーン代表部大使・12年軍縮不拡散・科学部長・19年アイルランド大使）
- 石川和秀（14年フィリピン大使・12年南部アジア部長）
- 藤原聖也（14年アルジェリア大使）
- 山崎純（18年シンガポール大使・15年スウェーデン大使・14年儀典長）
- 渡邉正人（17年ブルガリア大使・15年バングラデシュ大使）
- 堀之内秀久（19年オランダ大使・16年カンボジア大使・14年ロサンゼルス総領事）
- 野田仁（18年ルーマニア大使・15年エクアドル大使）
- 髙橋礼一郎（18年オーストラリア大使・15年ニューヨーク総領事・11年アフガニスタン大使）
- 葉室和親（12年トンガ大使）
- 井出敬二（17年北極担当大使・13年クロアチア大使）
- 小原雅博（15年東京大学法学部教授・13年上海総領事）
- 須永和男（19年カタール大使・16年ASEAN大使）
- 姫野勉（17年ガーナ大使）
- 平石好伸（17年チリ大使・14年ジンバブエ大使）
- 齊藤貢（18年イラン大使・15年オマーン大使）

## 著書
- 『苦悩するパキスタン』（花伝社、2011年4月、ISBN 978-4-7634-0597-5）
- 『リスク・マネジメントと公共政策』（共著、第一法規、2011年）
- Gebauer,Martin,et al. Alternde Gesellschaften im Recht - Japanisch-deutsches Symposium in Tuebingen vom 3. bis 4. September 2012. Mohr Siebeck. 2015.
- 『モザンビークの誕生 サハラ以南のアフリカの実験』（花伝社、2017年1月）